# Dichoropetalum aureum
Dichoropetalum aureum är en växtart i släktet Dichoropetalum och familjen flockblommiga växter.
Arten är en perenn ört som förekommer i södra centrala Turkiet, i Libanon och i Israel. Den beskrevs först som Johrenia aurea av Pierre Edmond Boissier och Benedict Balansa 1859, och fick sitt nu gällande namn av Michail Pimenov och Jevgenij Kljujkov 2007.